# Przedpole archiwalne
Przedpole archiwalne – komórki wytwarzające, gromadzące lub przechowujące dokumentację (inaczej obszar działania), które podlegają kontroli archiwum państwowego związanej z nadzorem nad narastającym zasobem archiwalnym. Archiwum państwowe nadzoruje przedpole archiwalne w zakresie gromadzenia, selekcji zasobu archiwalnego i biurowości oraz daje wytyczne i zalecenia odnoszące się do kształtowania zasobu archiwalnego.
Przedpole archiwalne dzieli się na:
- przedpole archiwalne dalsze (kancelarie, biura),
- przedpole archiwalne bliższe (archiwa zakładowe, składnice akt).